# Foveolocyathus verconis
Foveolocyathus verconis är en korallart som beskrevs av Dennant 1904. Foveolocyathus verconis ingår i släktet Foveolocyathus och familjen Turbinoliidae.
Artens utbredningsområde är Indiska oceanen. Inga underarter finns listade i Catalogue of Life.